# 激戦地
『激戦地』（げきせんち、伊: La legione dei dannati、独: Die zum Teufel gehen、西: La brigada de los condenados）は、1969年に公開されたスペイン・西ドイツ・イタリア合作のマカロニ・コンバット、戦争映画。監督はウンベルト・レンツィ。

## キャスト
| 役名               | 俳優                     | 日本語吹替                         |
| 役名               | 俳優                     | 日本テレビ版                       |
| ------------------ | ------------------------ | ---------------------------------- |
| マクファーソン大佐 | ジャック・パランス       | 織本順吉                           |
| ファン・レイロー   | クルト・ユルゲンス       | 宮川洋一                           |
| バーク             | トーマス・ハンター       | 千田光男                           |
| ストーン           | ロバート・ハンダー       | 筈見純                             |
| アッカーマン       | ヴォルフガング・プライス | 千葉耕市                           |
| シラー             | ヘルムート・シュナイダー | 矢田耕司                           |
| カーライル         | リー・バートン           | 寺島幹夫                           |
| ハビンダ           | アルド・サンブレル       | 伊武雅之                           |
| ジャニー           | ダイアナ・ロリス         | 藤夏子                             |
| マディガン         | ブルーノ・コーラザリ     | 青野武                             |
| ハプケ             | ジェラルド・ハーター     | 仁内達之                           |
| アドラー           | ミルコ・エリス           | 村松康雄                           |
| ノールズ           | ロレンツォ・ロブレド     | 峰恵研                             |
| ピエール           | ルイス・インデュニ       | 藤本譲                             |
| 将軍               | ジョン・ステイシー       | 細井重之                           |
| 日本語スタッフ     |                          |                                    |
| 解説               | 解説                     | 水野晴郎                           |
| 初回放送           | 初回放送                 | 1975年10月1日 『水曜ロードショー』 |

※日本語吹替は2025年5月9日発売のBDに収録。